# Ли, Ричард Боршей
Ричард Боршей Ли (англ. Richard Borshay Lee; род. 1937) — канадский антрополог, специалист по современным охотникам-собирателям.
Почётный профессор антропологии в университете Торонто, член Канадского королевского общества (1983), иностранный член Национальной академии наук США (2011).
Ли упрекают в том, что он идеализирует охотников-собирателей и их образ жизни.

## Жизнь и исследования
Ли получил образование в университете Торонто и Калифорнийском университете в Беркли, где и получил степень Ph.D. Вместе с Ирвином Девором в 1966 году Ли организовал в Чикагском университете симпозиум об охотниках-собирателях.
Его работы посвящены коренному населению Африки, в частности Ботсваны и Намибии (бушмены и их соседи). Он фокусируется на особенностях экологии, экономики и политической жизни охотников-собирателей. За свою самую известную книгу, «The !Kung San: Men, Women, and Work in a Foraging Society», Ли получил в 1980 году ряд наград. Эта книга посвящена народу кунг. Широко известна также его работа о племени Ju'/hoansi.
В 2003 году журнал Канадского антропологического общества — Anthropologica — посвятил отдельный выпуск научному наследию Ли. Он выступил главным редактором «Кембриджской энциклопедии охотников-собирателей» (The Cambridge Encyclopedia of Hunter-Gatherers), опубликованной в марте 2005 года.

## Избранная библиография
- Subsistence Ecology of !Kung Bushmen (1965), PhD Dissertation, University of California, Berkeley.
- The !Kung San: Men, Women and Work in a Foraging Society (1979), Cambridge and New York: Cambridge University Press.
- The Dobe Ju/'hoansi (2003), 3rd ed., Thomson Learning/Wadsworth.